# 산타크루스데몸폭스

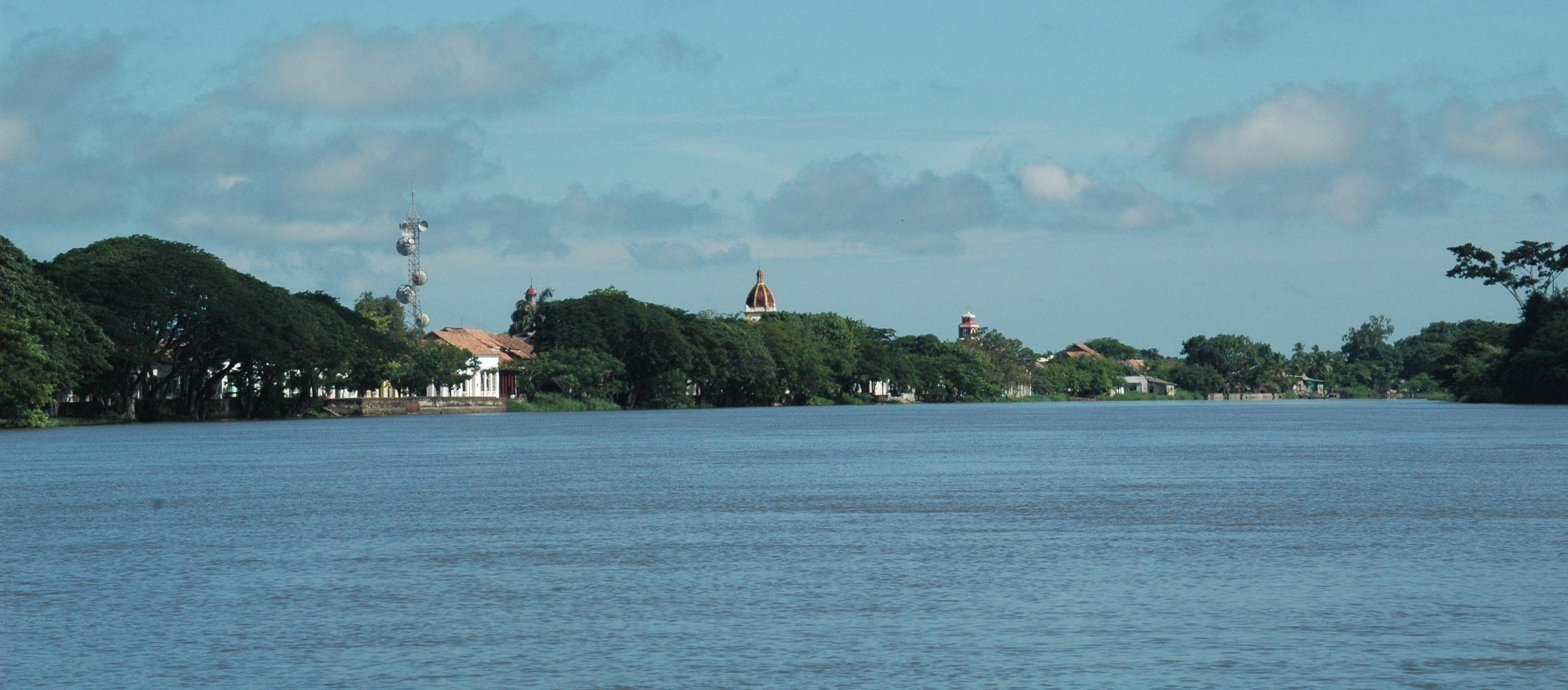
마그달레나 강에서 본 산타크루스데몸폭스

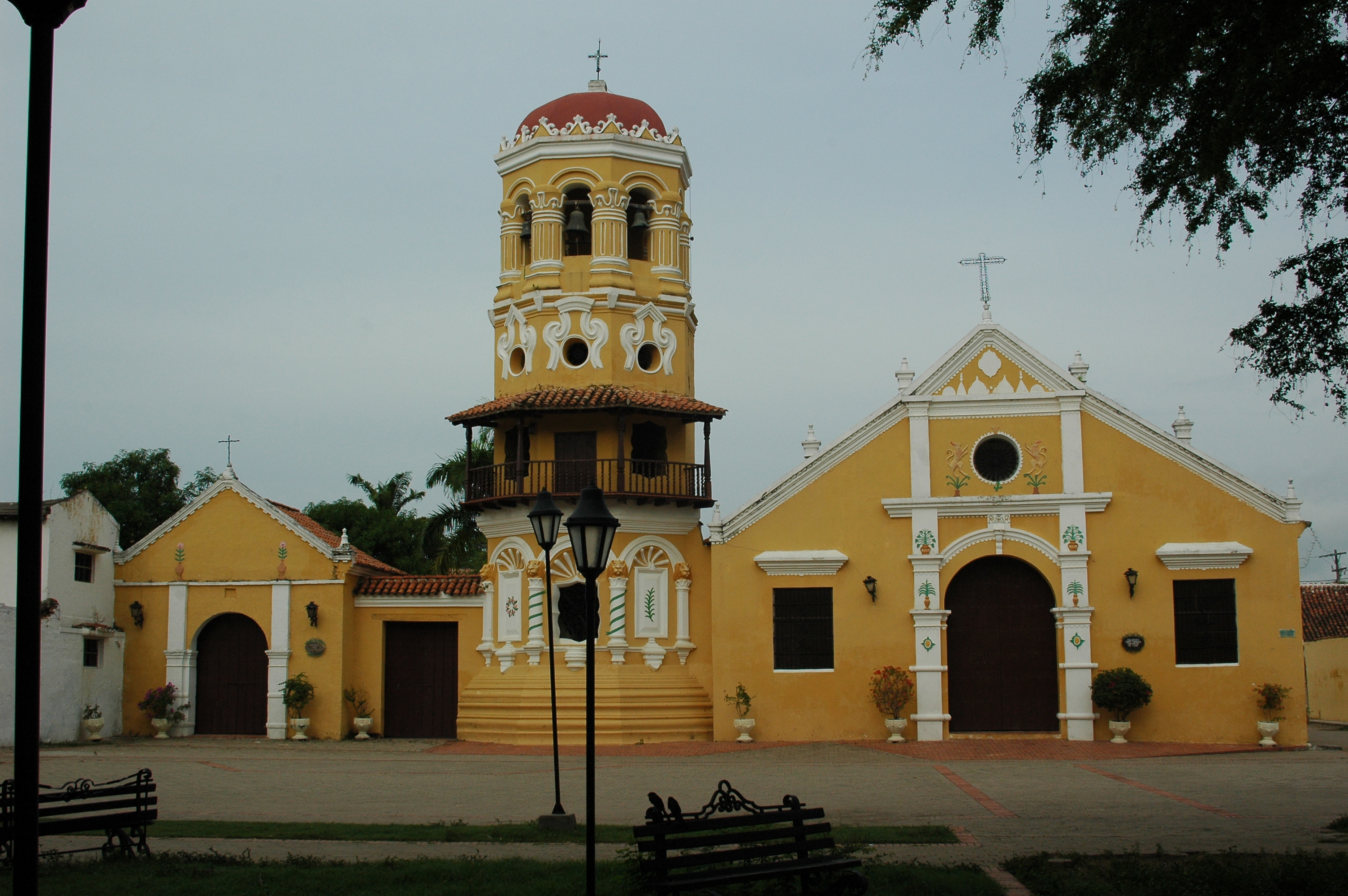
산타크루스데몸폭스에 있는 성당

산타크루스데몸폭스(스페인어: Santa Cruz de Mompox)는 콜롬비아 북부 볼리바르주에 위치한 도시로 인구는 62,140명(2005년 기준)이다. 마그달레나강과 카우카강이 합류하는 지점에 위치하며 카르타헤나에서 249km 정도 떨어진 곳에 위치한다. 스페인의 식민 통치 시대에 지어진 건축물들이 남아 있다. 산타크루스데몸폭스 역사 지구는 1995년 유네스코가 지정한 세계유산에 등재되었다.
남아메리카에 있던 스페인의 식민지들을 해방시킨 독립 영웅인 시몬 볼리바르는 "내 인생이 카라카스 덕분이라면 나의 영광은 몸폭스 덕분이다."라고 말했다. 시몬 볼리바르는 1812년 몸폭스에 도착한 뒤에 400명 정도의 남자들을 고용했는데 이들은 카라카스에서 시몬 볼리바르의 군대를 승리로 이끌게 된다.